# 约翰·丹尼尔·克劳斯
约翰·丹尼尔·克劳斯（John Daniel Kraus），是美国一位电磁学、天線研究員，同時也是理論教育家，他與許多學者共同撰寫了多本電波領域教科書。

## 简介
早期在美國密西根大學進行研究原子粒子加速器，并于1934年獲得物理學博士學位。他熱衷於電子工程知識，特别是無線電操作(W8JK)。在二戰期間，他在華盛頓特區為美國海軍的鋼船消磁，保護船艦以免磁性影響到海底地雷。他曾經在哈佛大學實驗室作過關於雷達通訊的研究。